# Girl Crazy (film, 1929)

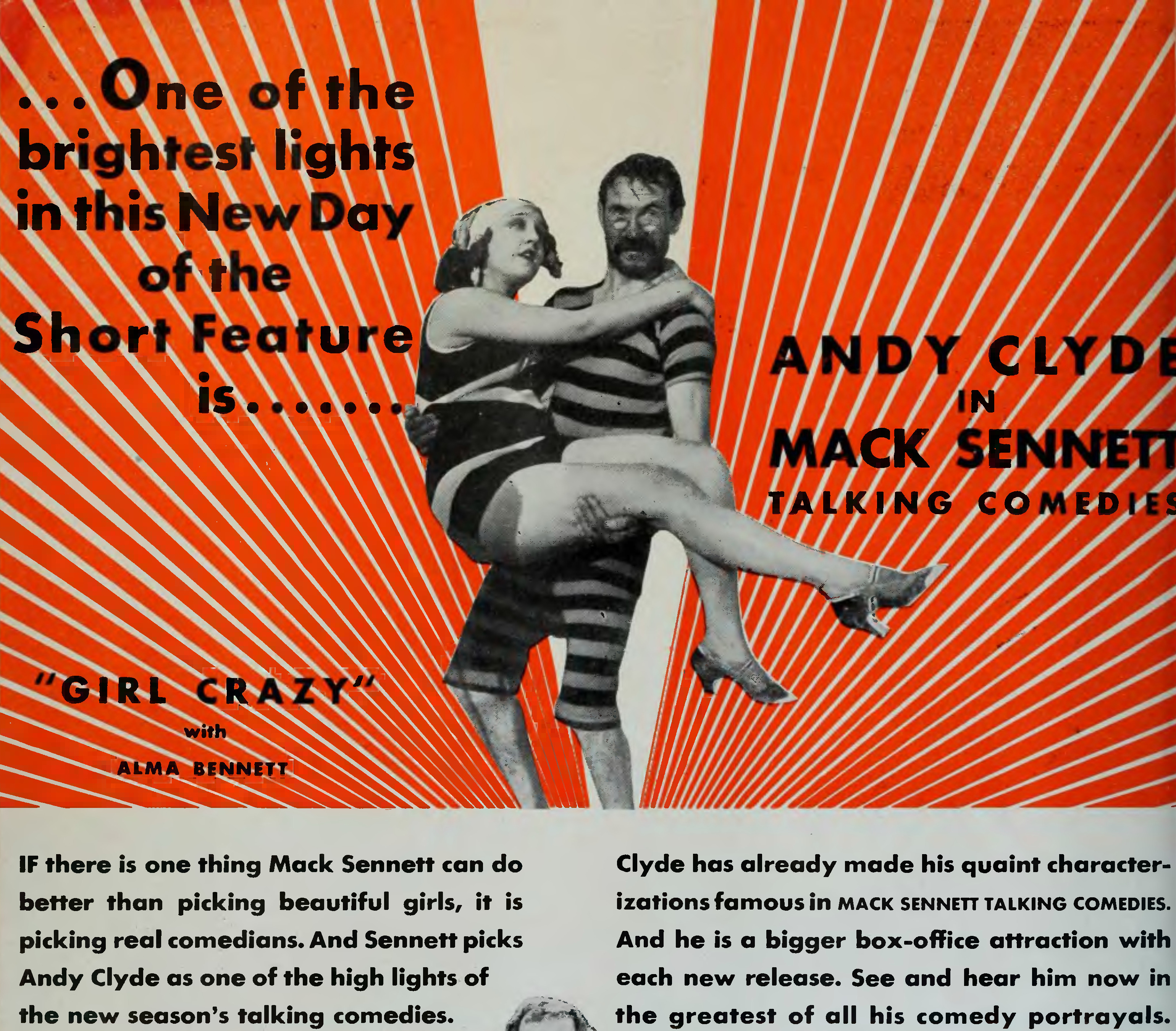
Annonce du film dans le magazine The Film Daily.

Pour les articles homonymes, voir Girl Crazy.
Girl Crazy est un film américain produit et réalisé par Mack Sennett et sorti en 1929.

## Fiche technique
- Réalisation : Mack Sennett
- Scénario : John A. Waldron, Earle Rodney, Alfred J. Goulding
- Producteur : Mack Sennett
- Photographie : John W. Boyle, Ernie Crockett
- Montage : William Hornbeck
- Procédé sonore : RCA-Polyphonic System[1]
- Genre : Comédie
- Format : Noir et blanc
- Production : Mack Sennett Comedies
- Durée : 20 minutes
- Date de sortie :
  - États-Unis : 9 juin 1929

## Distribution
- Andy Clyde : Girl Crazy Sexagenarian
- Alma Bennett : Beatrice McCoy
- Vernon Dent : Elmer Salter
- Irving Bacon : Grand père Salter
- Bathing Beauties